# Marche des rabbins
La Marche des Rabbins est une manifestation visant à convaincre les États-Unis et leurs alliés de sauver les Juifs d'Europe menacés d'extermination durant la Shoah. Elle a  lieu à Washington DC le 6 octobre 1943, trois jours avant Yom Kippour. Organisée par Hillel Kook, neveu du grand rabbin de la Palestine sous mandat britannique et chef du groupe Bergson, elle implique plus de 400 rabbins, surtout des membres de l'Union des rabbins orthodoxes des États-Unis et du Canada, venant de New York et d'autres villes de tout l'Est des États-Unis.
La délégation est reçue à contrecœur par le vice-président Henry Wallace tandis que le président Roosevelt évite même de rencontrer les rabbins ; non seulement tous les deux ont des inquiétudes au sujet de la neutralité diplomatique, mais ils sont aussi influencés par les conseils de certains collaborateurs juifs du président et de plusieurs juifs américains importants. Beaucoup pensent que cette protestation attisera l'antisémitisme et ils faisaient valoir que, parmi les manifestants, beaucoup étaient à la fois orthodoxes et immigrants de fraîche date (ou des Américains de première génération) : ils ne pas représentent pas la communauté juive américaine. Peu avant que la manifestation arrive devant la Maison-Blanche, le président quitte le bâtiment par une sortie arrière pour assister à une cérémonie militaire, puis part en week-end à la campagne. Déçus et furieux de ne pas avoir réussi à rencontrer le président, les rabbins restent devant la Maison-Blanche où ils sont accueillis par le sénateur William Warren Barbour et d'autres, ils refusent de lire leur pétition à haute voix et préfèrent la remettre au secrétaire du président, Marvin McIntyre.
Cette marche retient l'attention des médias, qui insistent en particulier sur cette façon froide et insultante d'éconduire de nombreux dirigeants importants de la communauté et de traiter des personnes en Europe pour lesquelles ils luttent. Le Washington Times Herald titre : « Les rabbins parlent d'un accueil glacial à la Maison-Blanche ». Les rédacteurs du Jewish Daily Forward font ce commentaire : « Est-ce qu'une délégation semblable de 500 prêtres catholiques aurait été traitée de la même façon ? »

## Les participants
Parmi les rabbins  participant à la marche il y a des personnages prestigieuses du le monde rabbinique de l'époque, comme le rabbin Eliezer Silver et le rabbin Avraham Kalmanowitz du Vaad Hatzalah. Le rabbin Moshe Feinstein, destiné à devenir un des rabbins orthodoxes américains les plus importants et les plus célèbres, participe.

## Pétitions au Musée de l'holocauste
Le 29 juillet 2007, les familles des rabbins qui avaient marché sur Washington ont envoyé une lettre au Musée mémorial de l'holocauste des États-Unis (United States Holocaust Memorial Museum), demandant qu'on inclût des renseignements sur le Groupe Bergson et la Marche des rabbins dans l'exposition permanente du musée. Une pétition similaire, signée par 100 personnalités publiques, a été remise à Yad Vashem.

## Sources
- (en) David S. Wyman Institute for Holocaust Studies. « The Day the Rabbis Marched »
- (en) Jewish Virtual Library. « When the Rabbis Marched on Washington »